# 前240年代
| 千纪： | 前1千纪 |
| 世纪： | 前4世纪 \| 前3世纪 \| 前2世纪                                                                              |
| 年代： | 前270年代 \| 前260年代 \| 前250年代 \| 前240年代 \| 前230年代 \| 前220年代 \| 前210年代                    |
| 年份： | 前249年 \| 前248年 \| 前247年 \| 前246年 \| 前245年 \| 前244年 \| 前243年 \| 前242年 \| 前241年 \| 前240年 |

前240年代從前249年1月1日開始，於前240年12月31日結束。

## 大事记
- 公元前249年，秦任呂不韋為相國，封文信侯。秦滅東周国。楚遷魯頃公於卞縣（山東泗水）為民，魯亡。
- 公元前247年，魏信陵君率五國聯軍，敗秦軍於河外（黃河以南），追至函谷關而還。秦莊襄王卒，子秦王政嗣位。
- 公元前246年，秦鑿鄭國渠。
- 公元前245年，趙孝成王卒，子趙悼襄王嗣位。
- 公元前244年，趙任李牧為大將，攻燕。
- 公元前243年，秦蝗疫，令百姓納粟千石，拜爵一級。中國賣官制度自此始。魏安釐王卒，子魏景湣王嗣位。
- 公元前242年，燕遣大將劇辛攻趙。趙大將龐煖斬劇辛，俘燕軍二軍。
- 公元前240年，秦相呂不韋著呂氏春秋問世。